# Hans Poser (Geograph)
Hans Poser (* 13. März 1907 in Hannover; † 4. November 1998 in Göttingen) war ein deutscher Geograph.

## Leben
Hans Poser studierte Geographie, Geologie sowie Geschichte an der Universität Göttingen und wurde 1930 bei Wilhelm Meinardus mit der Dissertation „Morphologische Studien aus dem Meißner-Gebiet“ promoviert. Er habilitierte sich im Jahr 1935 mit „Talstudien in Westspitzbergen und Ostgrönland“. Am 31. Mai 1937 beantragte er die Aufnahme in die NSDAP und wurde rückwirkend zum 1. Mai desselben Jahres aufgenommen (Mitgliedsnummer 4.378.148).
Ab 1941 war Poser kommissarischer Leiter des Geographischen Instituts in Braunschweig, konnte jedoch den Posten wegen des Zweiten Weltkriegs erst ab 1945 ausüben. Ab 1948 war er dort außerplanmäßiger Professor, bis er 1955 als ordentlicher Professor an das Extraordinariat der Technischen Hochschule Hannover berufen wurde. Seit 1960 war er ordentliches Mitglied der Akademie der Wissenschaften zu Göttingen, nachdem er 1949 in die Braunschweigische Wissenschaftliche Gesellschaft und 1953 in die Leopoldina aufgenommen worden war. 1962 kehrte Poser als Inhaber des Lehrstuhls für Geographie nach Göttingen zurück, wo er bis 1971 blieb. Er war Träger der Carl-Ritter-Medaille (1963) und der Ferdinand-von-Richthofen-Medaille (1972) der Gesellschaft für Erdkunde, außerdem erhielt er die Albrecht-Penck-Medaille (1992). Die TU Braunschweig verlieh ihm 1986 die Ehrendoktorwürde.
Neben seiner Dissertation und seiner Habilitation schuf Poser viele weitere Beiträge zur Periglazialmorphologie der Arktis und zur pleistozänen periglazialen Formung Mitteleuropas. Darüber hinaus war er ein Pionier im Bereich der Paläoklimatologie des Quartärs. Außerdem verfasste er die Grundlage der Fremdenverkehrsgeographie mit seiner Arbeit Geographische Studien über den Fremdenverkehr im Riesengebirge von 1939. Ebenfalls bereicherte Poser die Geographie Niedersachsens durch seine anregende Lehrtätigkeit.
Des Weiteren machte sich Hans Poser mit der Wiederherstellung der Geographischen Institute Hannovers und Braunschweigs und dem Neubau der Geographie in Göttingen nach dem Krieg verdient. Auch gelang es ihm, im Nachkriegsdeutschland wieder internationale wissenschaftliche Kontakte, insbesondere in Polen und Frankreich herzustellen.
Hans Posers gleichnamiger Sohn war Professor für Philosophie.

## Schriften (Auswahl)
- 1932: Einige Untersuchen zur Morphologie Ostgrönlands. Reitzel, Kopenhagen, DNB 365024015.
- 1933: Morphologische Studien aus dem Meißner-Gebiet (= Dissertation von 1930). In: Jahrbuch der Geographischen Gesellschaft zu Hannover für 1932 und 1933. S. 121–177, Geographische Gesellschaft Hannover, DNB 571031927.
- 1934: Bemerkungen zum Strukturbodenproblem. In: Centralblatt für Mineralogie, Geologie und Paläontologie. S. 39–45.
- 1936: Almwirtschaft und Baudenwüstungen im Riesengebirge. Gotha.
- 1939: Geographische Studien über den Fremdenverkehr im Riesengebirge. Vandenhoeck & Ruprecht, Göttingen, DNB 365024007.
- 1948: Boden- und Klimaverhältnisse in Mittel- und Westeuropa während der Würmeiszeit. In: Erdkunde.
- 1950: Zur Rekonstruktion der spätglazialen Luftdruckverhältnisse in Mittel- und Westeuropa aufgrund der vorzeitlichen Binnendünen. In: Erdkunde.
- 1951 (mit Theodor Müller): Studien an den asymmetrischen Tälern des Niederbayerischen Hügellandes. In: Nachrichten der Akademie der Wissenschaften in Göttingen. Vandenhoeck & Ruprecht, Göttingen, DNB 458782157.
- 1953–1960 (als Herausgeber): Studien über die Periglazial-Erscheinungen in Mitteleuropa (Sechs Publikationen). Selbstverlag des Geographischen Instituts der Universität Göttingen, DNB 454946171.
- 1967: Nord- und Mittelamerika, Geomorphologie. Bibliographisches Institut Mannheim.
- 1974 (als Herausgeber): Geomorphologische Prozesse und Prozesskombinationen in der Gegenwart unter verschiedenen Klimabedingungen. Vandenhoeck & Ruprecht, Göttingen, ISBN 3-525-82103-4.
- 1977 (als Herausgeber): Formen, Formengesellschaften und Untergrenzen in den heutigen periglazialen Höhenstufen der Hochgebirge Europas und Afrikas zwischen Arktis und Äquator. Vandenhoeck & Ruprecht, Göttingen, ISBN 3-525-82105-0.
- 1983 (als Herausgeber mit Ekkehard Schunke): Mesoformen des Reliefs im heutigen Periglazialraum. Vandenhoeck & Ruprecht, Göttingen, ISBN 3-525-82109-3.